# Coccus hordeolum
Coccus hordeolum är en insektsart som beskrevs av Johan Wilhelm Dalman 1826. Coccus hordeolum ingår i släktet Coccus och familjen skålsköldlöss.
Artens utbredningsområde är Sverige. Inga underarter finns listade i Catalogue of Life.